# Вчерашний мир

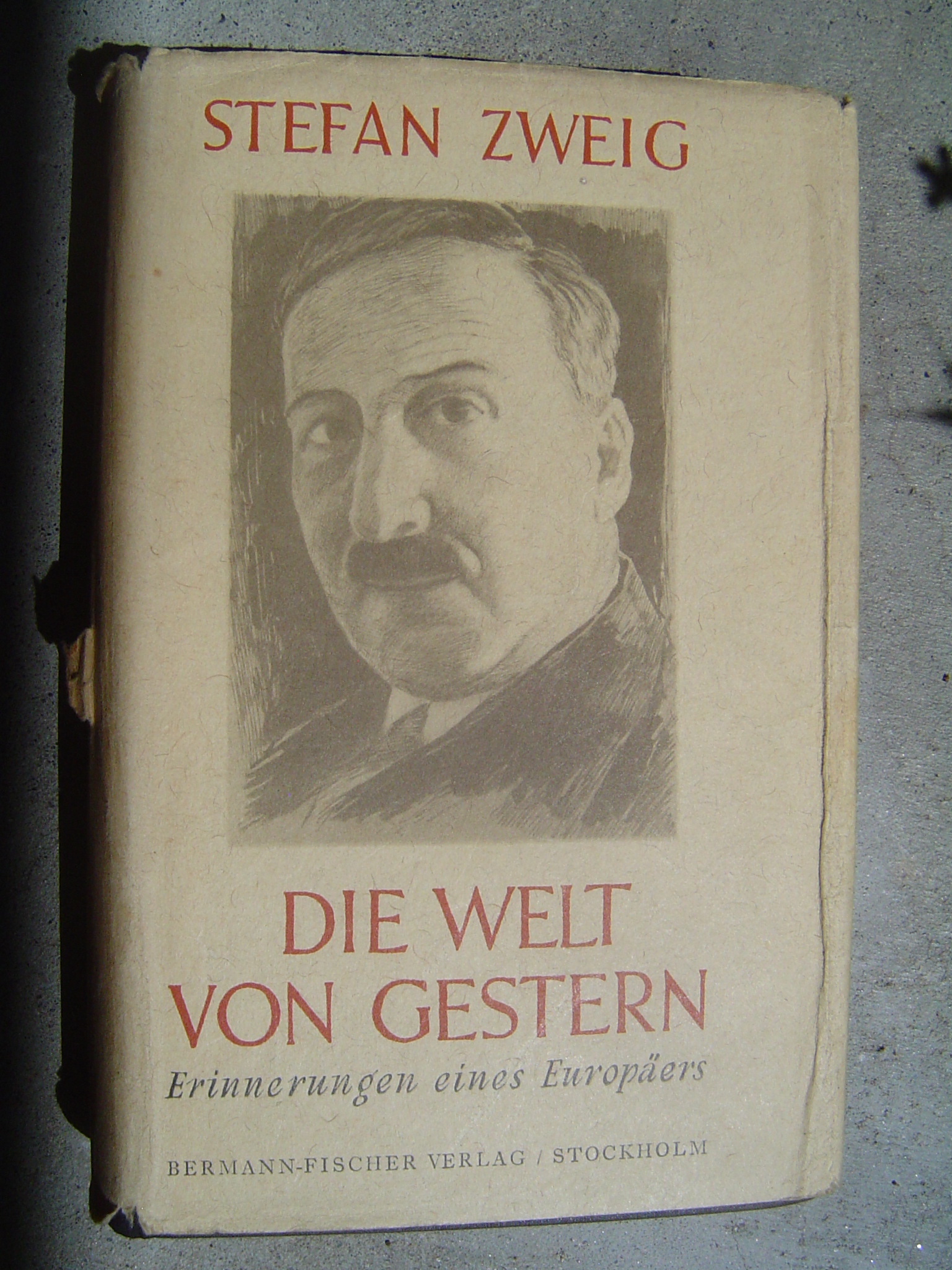
Обложка издания «Вчерашнего мира» 1942 года

«Вчерашний мир» (нем. Die Welt von Gestern) — автобиографическое произведение Стефана Цвейга с подзаголовком «Воспоминания европейца». Мемуары написаны Цвейгом в последние годы жизни в эмиграции в 1939—1941 годах и были опубликованы после его смерти в издательстве Bermann-Fischer Verlag AB в Стокгольме.
В книге Стефан Цвейг описывает культуру, моду, жизнь молодёжи, систему воспитания, сексуальную мораль и систему ценностей в венском обществе времён Австро-Венгерской империи, затем межвоенной Австрии и первых лет эмиграции автора. Книгу отличают изящное сплетение структуры повествования и откровенность рассказчика.